# La favorite

La favorite (tiếng Việt: Sở thích, tiếng Ý: La favorita) là vở opéra grande 4 màn của nhà soạn nhạc người Ý Gaetano Donizetti. Tác phẩm này được viết lời tiếng Pháp bởi Alphonse Royer và Gustave Vaëz, dựa trên vở kịch Le comte de Comminges của Baculard d'Arnaud. Vở opera được Donizetti viết vào năm 1840 và được công diễn lần đầu tiên tại Académie Royale de Musique tại Paris, Pháp vào ngày 2 tháng 12 cùng năm.